# Офиклеид
Офиклеи́д (фр. ophicléide, от греч. ὄφις «змея» и греч. κλείς «засов, ключ») — медный духовой музыкальный инструмент, представляющий собой басовую разновидность бюгельгорна с клапанами (клаппенгорн). Ныне вышел из употребления так как заменён более совершенной тубой.
Был запатентован в 1814 году парижанином Ж. И. Асте (Jean Hilaire Asté). Представляет собой подковообразную коническую трубку с узким спирально отогнутым концом, в который вставлен чашеобразный мундштук.
Изготовлялся трёх строев: басовый, альтовый (объёмом по 3 октавы) и контрабасовый (объёмом 2,5 октавы). Наиболее популярен был басовый офиклеид, однако к середине XIX века он был вытеснен тубой; ныне изредка используется в духовых, в основном военных, оркестрах некоторых европейских стран (Франции, Италии) и стран Южной Америки.